# 暨南大学出版社
暨南大学出版社是中华人民共和国的一家出版社，成立于1989年，社址位于广东省广州市，由国务院侨务办公室主管、暨南大学主办。